# Нова Галещина
Нова Галещина — селище в Україні, центр Новогалещинської селищної громади Кременчуцького району Полтавської області. Населення становить 2 423 осіб. Орган місцевого самоврядування — Новогалещинська селищна рада.

## Географічне розташування
Селище міського типу Нова Галещина розміщене на лівому березі річки Рудька, вище за течією на відстані 1 км розташоване село Підгорівка, нижче за течією на відстані 1,5 км розташоване село Бондарі (Кременчуцький район), на протилежному березі — село Горбані. До селища примикають села Велика Безуглівка і Солониця. Через селище проходить залізниця, станція Галещина. Поруч проходить автомобільна дорога М22 (E584).

## Населення

### Мова
Розподіл населення за рідною мовою за даними перепису 2001 року:
| Мова            | Кількість | Відсоток |
| --------------- | --------- | -------- |
| українська      | 2531      | 95.22%   |
| російська       | 114       | 4.29%    |
| вірменська      | 4         | 0.15%    |
| білоруська      | 2         | 0.07%    |
| румунська       | 1         | 0.04%    |
| інші/не вказали | 6         | 0.23%    |
| Усього          | 2658      | 100%     |

## Історія
Територія сучасної Нової Галещини почала заселятися в основному з XVIII століття, коли тут виникло ряд хуторів, заснованих переважно вихідцями з сотенного містечка Келеберди, частково — з Кобеляк. В останній чверті XVIII століття в тодішньому Говтвянському повіті Київського намісництва існували володіння багатого поміщика, надвірного радника Петра Галецького. Від його прізвища, імовірно, і пішла назва одного з хуторів — Галещина.
Наприкінці 60-х — на початку 70-х років XIX століття через територію Солоницької волості почала прокладатися Харківсько-Миколаївська залізниця, назва станції пішла від назви хутора Галещина (зараз — Заруддя). Перші поїзди пройшли влітку 1871 р. на рубежі XIX—XX ст. Галещина майже виключно була зайнята відправкою хліба (щорічно — близько 300 тисяч пудів зерна). 
За переписом 1900 року навколо станції була велика кількість хуторів, які входили до складу Солоницької козацької сільської громади Солоницької волості Кременчуцького повіту: Борсуківщина, Горбані, Безуглівка Мала і Велика, Канівці, Козари, Чемериси, Чирви, Фидрі та інші (всього 38). На самій же станції Галещина у 1910 році було всього 7 дворів, проживав 31 житель.
З січня 1918 року (коли було проголошено Радянську владу) йде запекла боротьба за цей стратегічний пункт. Станцію періодично захоплювали (до кінця 1919 р.) австро-угорські війська, війська Української Держави й УНР, григор'євці, денікінці.
На 7 березня 1923 року Галещина та прилеглі хутори відносились до Солоницької сільради Потоцького району, Кременчуцького округу. На 7 вересня 1923 р. — 111 жителів.
1926 р. було створене Галещинське сільськогосподарське кредитне товариство «Жовтень». У 1931 році було створено Галещинську біологічну фабрику № 17 «Нова зоря». Спочатку вона знаходилась На початку 40-х років на станції Галещина почав споруджуватись хлібоприймальний пункт, оскільки вона продовжувала відправляти хліб.
У час німецько-радянської війни 1941—1945 рр. ця територія стає ареною боїв Червоної Армії з німецькими військами. 18 серпня 1941 року бронепоїзд «Маршал Будьонний», збудований і укомплектований кадровими робітниками і службовцями Полтавського паровозоремонтного заводу, вийшов на бойове завдання по охороні і перекриттю від ворожої авіації та десантників залізничного полотна Кобеляки — Ганівка-Галещина — Потоки. Вночі бронепоїзд стояв на станції Галещина, а вдень патрулював дорогу.
У грізні роки війни 1500 вихідців з території станції Галещина та ближніх хуторів билися на фронтах з ворогом і показували зразки стійкості, доблесті і героїзму.
В оборонних боях 1941 року на території тодішньої Солоницької сільради загинуло багато бійців і командирів Червоної Армії, частина яких померла тут у військовому госпіталі, але точних даних про кількість загиблих не збереглося.
25 вересня 1943 року німці були вигнані зі станції Галещина. Тут же одразу було облаштовано кілька госпіталів в с. Горбанях, с. Велика Безуглівка, с. Солониця, ст. Галещина (в районі біофабрики).
Населення сіл як могли допомагали пораненим. Але часто поранення були тяжкими і люди помирали. На кладовищі с. Велика Безуглівка є пам'ятник. Тут були поховані померлі в госпіталях. За деякими даними їх всього 131, але імен записано на дошці зовсім мало.
У 1958 році чотири села, розташовані навколо станції Галещина, Животівське, Мала Безуглівка, Пархоми(Пархоменки) та Сохинівка об'єднано в єдиний населений пункт — село Нова Галещина, яке стало центром Новогалещинської сільради.
У 1959 році з села Лутовинівки до Нової Галещини було переведено Агрегатний завод, який виготовляв запчастини для тракторів та автомашин, різне обладнання та механізми. Він почав називатися Галещинський ремонтний завод.
На початку 60-их років розгорнули виробництво сучасні машзавод і біофабрика, частина вулиць(Молодіжна, Фрунзе, Гагаріна) з'явились з початком роботи Кременчуцької геологорозвідувальної експедиції. Адже з появою нових робочих місць в Нову Галещину переїхало багато сімей з навколишніх сіл. Деякі з цих сіл (наприклад Осначі) в 70-х роках зникли через масове переселення людей.
Найвизначнішою подією 1975 року стало будівництво школи в нашому селищі. Нову триповерхову школу на 600 місць було побудовано за рекордно короткий час: за 3 місяці (травень-липень 1975 р.) і називалась вона: Солоницька середня школа. В 1991 р. Солоницьку середню школу було перейменовано на Новогалещинську середню школу.
Не найкращі часи пережила Нова Галещина в часи перебудови та в перші роки після проголошення незалежності України. Майже всі підприємства опинилися перед загрозою закриття, припинив своє існування дитячий садок «Тополька».
19 вересня 2016 року селище увійшло до складу Новогалещинської ОТГ Козельщинського району і стало її адміністративним центром.
12 червня 2020 року, відповідно до розпорядження Кабінету Міністрів України № 721-р «Про визначення адміністративних центрів та затвердження територій територіальних громад Полтавської області», село увійшло до складу  Новогалещинської селищної громади.
19 липня 2020 року, в результаті адміністративно - територіальної реформи та ліквідації Козельщинського району, село увійшло до складу новоутвореного Кременчуцького району.

## Церква
Церква як духовний осередок православного населення селища з'явилася тільки в 2000 році.
Згідно з архівними даними, наші земляки входили в клір Солоницького приходу. В Солониці ж церква була перенесена у 1860-х роках з Келеберди: дерев'яна, з дзвіницею, двопрестольна з основним престолом Архангела Михаїла. Перед Великою Вітчизняною війною будівлю було розібрано, а сама церква розміщується у приватному будинку. З 1962 року Солоницька церква припиняє діяльність, будинок же використовується як музей. Відновлено її діяльність в 1996 році. Жителі Нової Галещини стали прихожанами цього храму.
31 березня 1997 року було зібрано парафіяльні збори з проханням відкрити приход в Новій Галещині. По благословінню мтр. Феодосія приход найменовано Церква Апостола та Євангелиста Івана Богослова.
В 1999 р. було зібрано кошти на придбання церковної будівлі (колишнього магазину). 23.12.1999 р. указом № 57 керуючого Полтавською Єпархією мтр. Полтавського і Кременчуцького Феодосія настоятелем Іоанно-Богословської церкви було призначено Матвіїва Богдана Богдановича.
Загальним зусиллям прихожан та з допомогою благодійників (Перепелиці О. О., Ковтуна В. Й., Рощина М. С.,Маслової А. П., Маслової Л. В., Прилуцької Р. О., Григораш В. І., Поліщук В. П., Заїченко О. І. та ін.) у 2000 р. в Новій Галещині з'явилась церква. Частину ікон подарували храму жителі с. Нова Галещина, с. Ревівка, с. Гобані, с. В.Безуглівка, частину — придбано за кошти благодійників.
Відкриття церкви з благословіння мтр. Феодосія відбулося 21 травня 2000 року. На святі були присутні благочинний прот. Петр, мтр. Феодосій, ієр. Богдан. 21 травня — храмове свято. Та вже на другий рік воно стає і світським — Днем Нової Галещини. В цей день в селищі проходять гуляння, концерти в будинку культури і на відкритих майданчиках, ігри, розваги для дітей.
У 2008 році проведено реконструкцію покрівлі церкви і встановлено 3 куполи: Основний, Вівтарний, Вхідний Хрест. Цього ж року придбано дзвони, які планується встановити в 2009 р.
В липні 2008 р. в Іоанно-Богословській церкві відбулась визначна подія: наніс візит Преосвященнійший Євлогій, єпископ Кременчуцький, з метою ознайомлення з життям парафіяльної громади та обговорення питань про подальші плани розвитку та діяльності церкви. Ось уже скоро 9 років церква є духовним осередком для православних жителів с. Нова Галещина.

## Економіка
- «Галещина», машинобудівний завод, ВАТ.

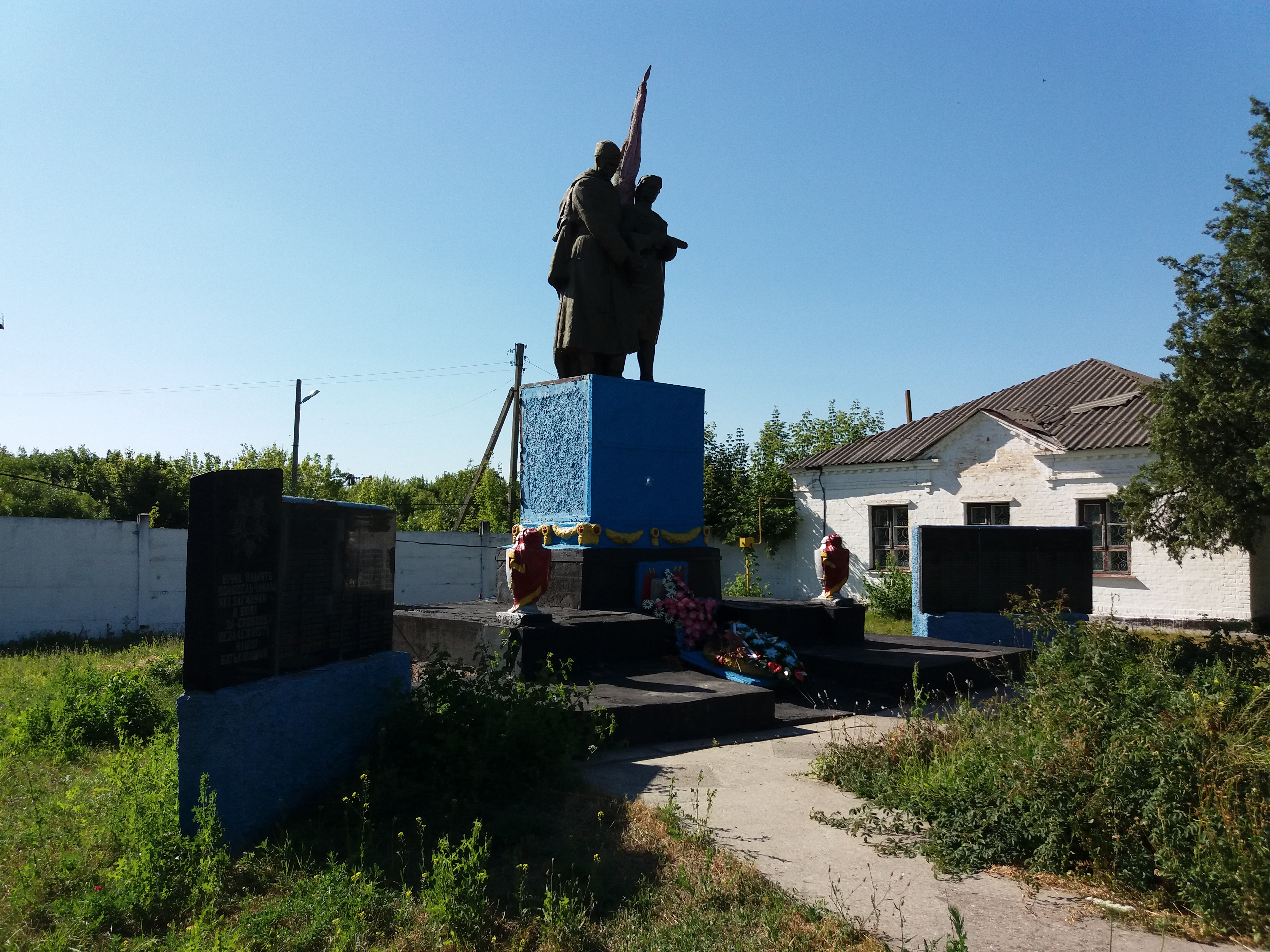
Меморіальний комплекс

- «Галещина-Агро», ЗАТ.

## Об'єкти соціальної сфери
- Новогалещинський ліцей
- ЗДО "Казка"

## Пам'ятка
- Братська могила радянських воїнів та пам'ятний знак полеглим воїнам-землякам (меморіальний комплекс)

## Відомі люди

### Народились
- Білоусько Олександр Андрійович — український педагог, краєзнавець. Член Національної спілки краєзнавців України, Заслужений учитель України.

## Гімн Нової Галещини
Є місце на карті в краю Придніпровськім,

Де прадіди наші оселі звели,

Багате на землю, багате на надра,

Багате на долю, багате людьми.

Мій краю Полтавський, на світі єдиний,

Де ми народились, де виросли ми,

Галещина зветься це селище славне.

Такого не знайдеш ніде на землі.

Навіщо нам Північ, чи сиві Карпати

І теплого моря круті береги,

Білесенька хата, батьківська оселя -

Тут все було вперше в твоєму житті.

(Музикін А.М., Гімн Нової Галещини)